# 296

## Esdeveniments
- 30 de juny - Roma: Marcel·lí I succeeix Gai I com a papa.
- Britànnia: Constanci Clor derrota l'usurpador Al·lecte i ocupa l'illa.
- Lingones (Gàl·lia Lugdunense): Constanci Clor aconsegueix rebutjar els alamans.
- Alexandria: Luci Domici Domicià s'autoproclama emperador romà.
- Armènia: Els perses de Narses, envaeixen el país foragitant-ne el rei Tiridates III. Més tard aquest recuperarà el control amb l'ajuda dels romans de Galeri.
- Còrdova: Hosi és nomenat bisbe.

## Naixements
- Alexandria: Sant Atanasi el Gran, patriarca d'Alexandria, pare de l'Església. (m. 373)
- Colastres: Santa Nina, evangelitzadora de Geòrgia. (m. 338 o 340)

## Necrològiques
- 22 d'abril - Roma: Gai I, papa.
- Britànnia: Al·lecte, emperador romà usurpador, executat.